# L'Abîme des morts vivants
Pour plus de détails, voir Fiche technique et Distribution.
L'Abîme des morts vivants (La tumba de los muertos vivientes) est un film franco-espagnol réalisé par Jesús Franco, sorti en 1982.

## Synopsis
Un homme part sur les traces de son père, héros de la Seconde Guerre mondiale, assassiné après avoir révélé l'emplacement du trésor du Maréchal Rommel. Sur place, les soldats allemands morts pour la défense du butin sont devenus des zombies affamés de chair humaine.

## Fiche technique
- Titre : L'Abîme des morts vivants
- Titre alternatif : Le Trésor des morts-vivants
- Titres espagnol : La tumba de los muertos vivientes
- Réalisation : Jesús Franco (sous le pseudonyme de A.M. Frank)
- Scénario : Jesús Franco et Ramón Llidó
- Production : Daniel Lesoeur et Marius Lesœur
- Musique : Daniel White
- Photographie : Max Monteillet
- Pays d'origine :  France  Espagne
- Format : Couleurs - Mono
- Genre : horreur et fantastique
- Durée : 86 minutes
- Dates de sortie : 
  - France 21 avril 1982
  - Espagne 1er mars 1983
- Interdit aux moins de 12 ans

## Distribution
- Manuel Gélin :  Robert Blabert
- France Lomay : Erika  (créditée comme France Jordan)
- Myriam Landson : La femme de Kurt (dans la version française)
- Eric Viellard : Ronald
- Caroline Audret : Sylvie
- Henri Lambert : Kurt Meitzell (dans la version française)
- Eduardo Fajardo : Kurt Meitzell (dans la version espagnole)
- Lina Romay : la femme de Kurt (dans la version espagnole)
- Doris Regina : Aïcha
- Antonio Mayans : Le cheik Mohamed Al-Kafir
- Javier Maiza : Le capitaine Blabert
- Miguel Aristu : Ahmed
- Albino Graziani : Le professeur Conrad Denicken
- Juan Soler : Un cadreur

## Autour du film
Il existe au moins deux versions différentes de ce film. Lina Romay et Eduardo Fajardo jouent dans la version espagnole d'origine (La tumba de los Muertos vivientes) et ont été remplacés dans leurs rôles respectifs par Myriam Landson et Henri Lambert dans la version française et internationale.